# نهر ستلج
نَهْرُ سَتْلَج (بالهندستانية: ستلج) من أكبر أنهار المنطقة الشرقية لولاية البنجاب في باكستان، وهو أكبر فروع نهر السند، وهو النهر الرئيسي في باكستان، وينبع ستلج من هضبة التبت على ارتفاع 5 كم فوق مستوى سطح البحر، ويتعرج النهر مخترقا جبال الهملايا يعبر شمال غرب الهند ثم يجري جنوب غربي إقليم البنجاب حيث يصب في نهر السند في وسط باكستان، يبلغ طول نهر ستلج 1370 كم، وهو المصدر الرئيسي للمياه في سهول البنجاب، ويعتبر سد بهاكرا من أعلى خزانات العالم ويبلغ ارتفاعه 226م فوق النهر بالقرب من بهاكرا في الهند.

## معرض صور

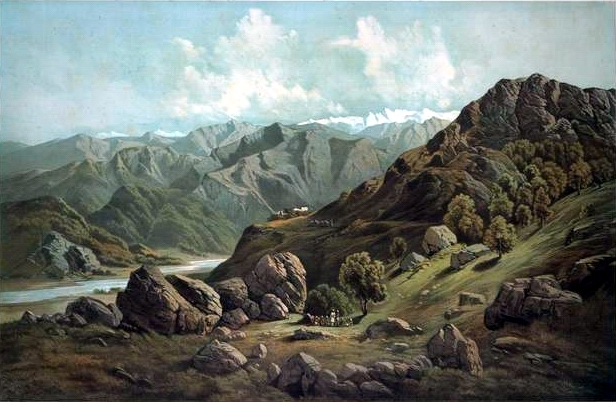
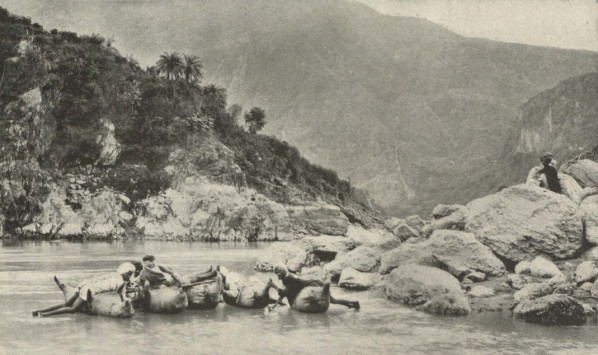
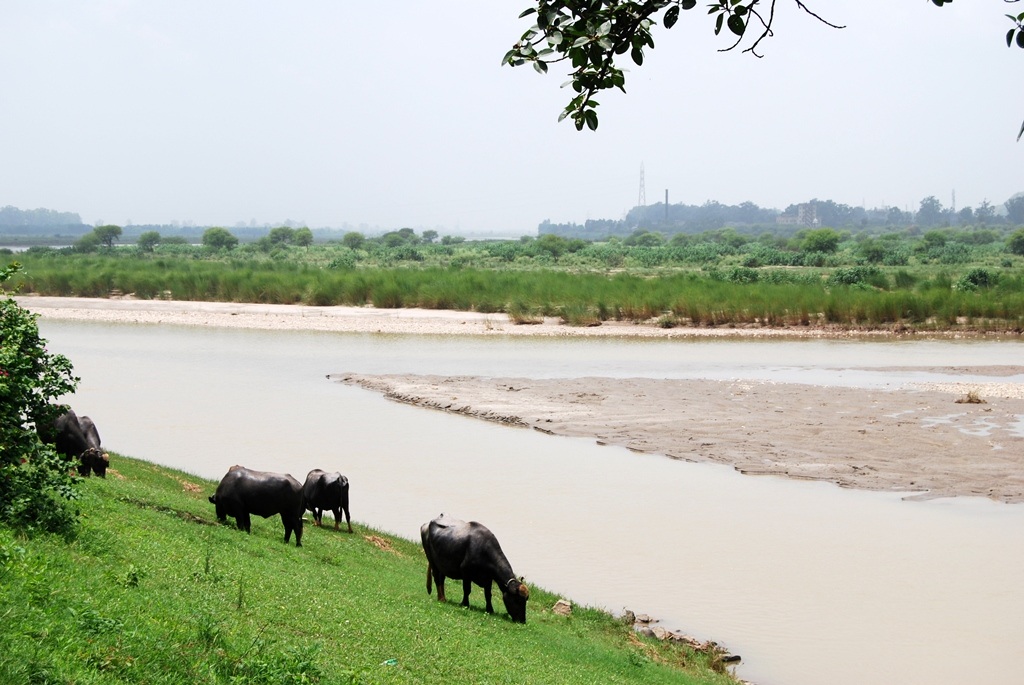
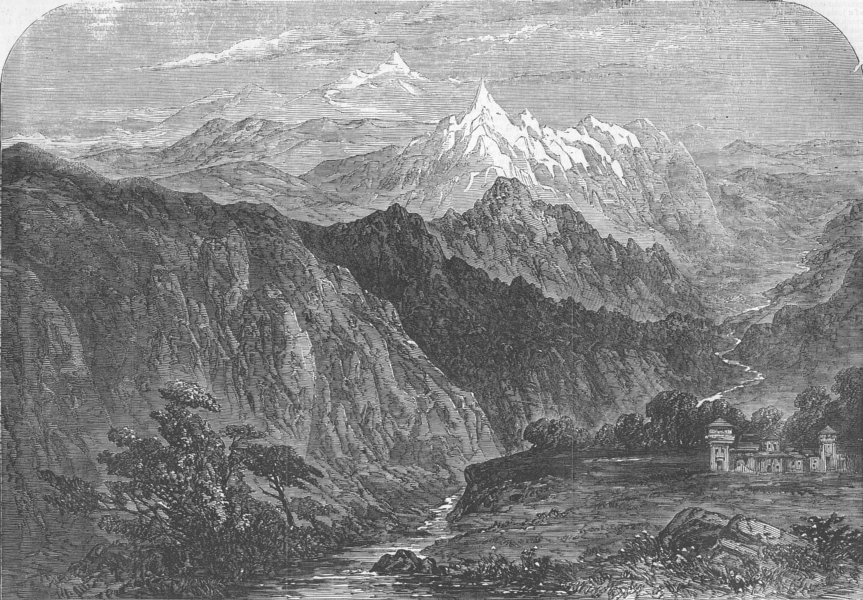
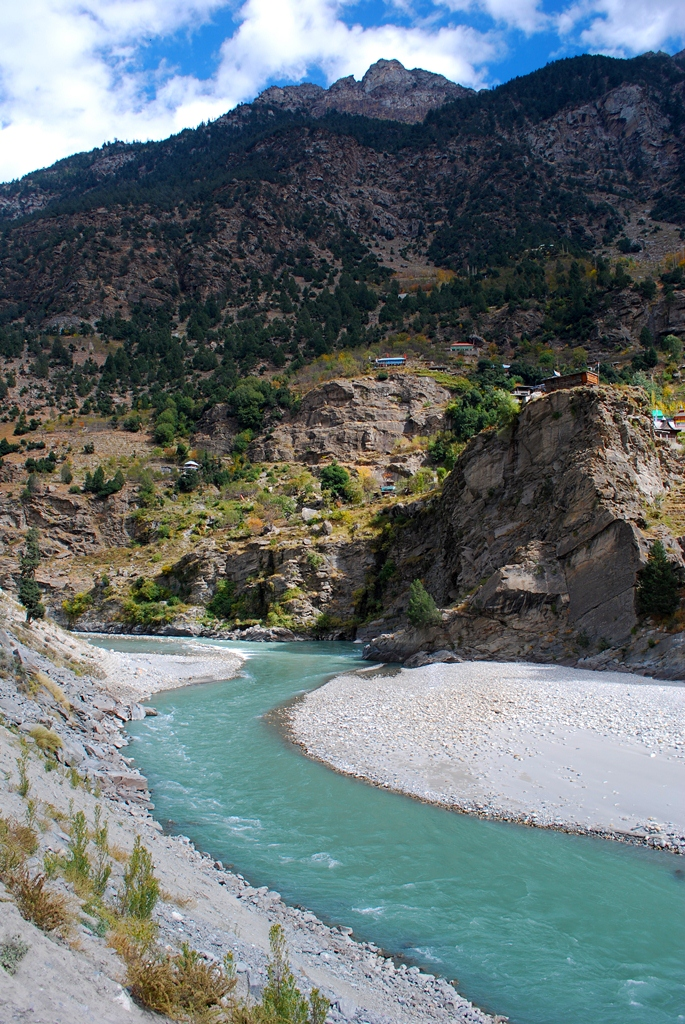
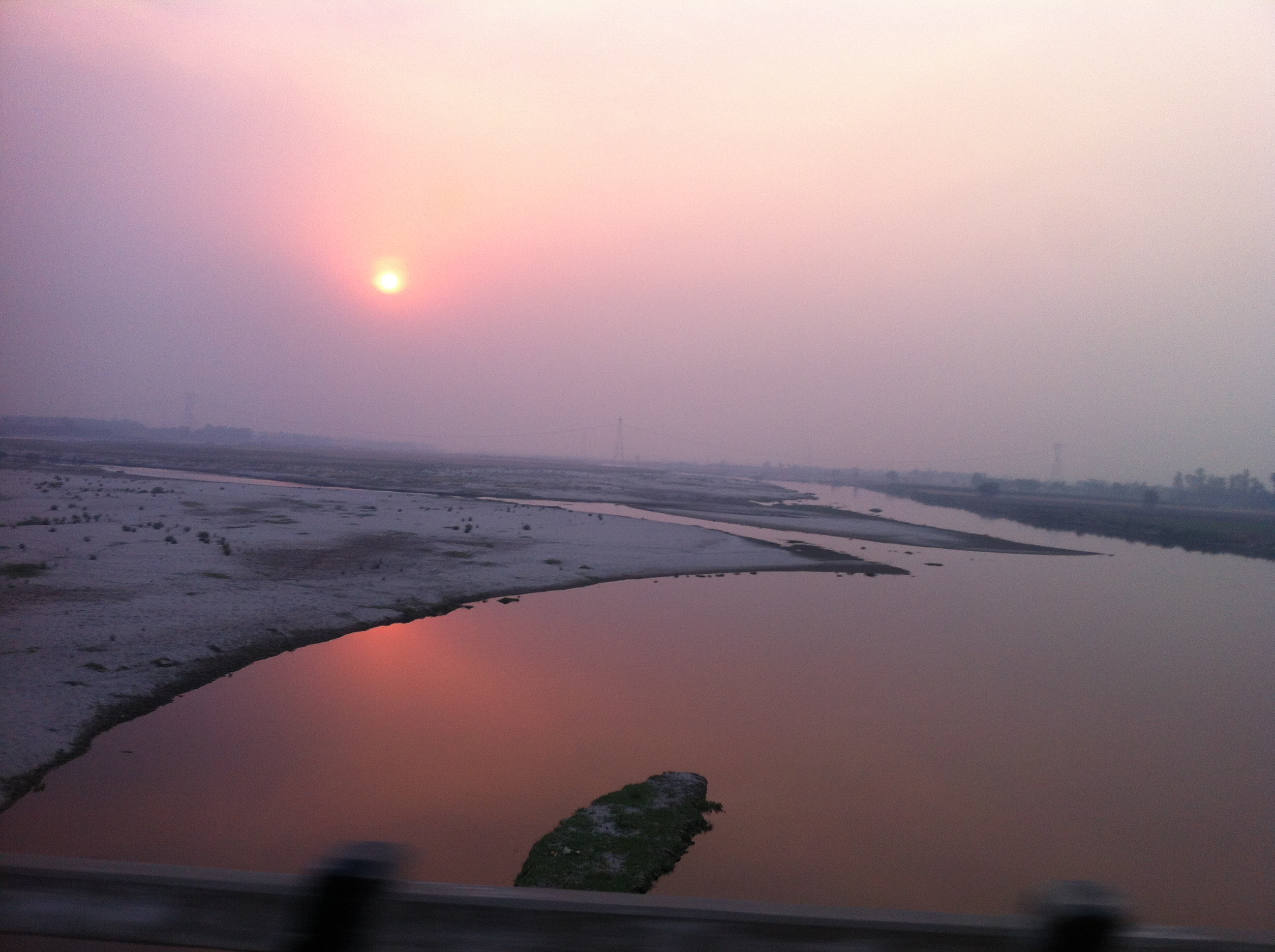